# Coeliccia vacca
Coeliccia vacca – gatunek ważki z rodziny pióronogowatych (Platycnemididae). Znany tylko z dwóch okazów samic odłowionych na dwóch stanowiskach w północno-wschodnich Indiach – w stanach Meghalaya i Nagaland.
Gatunek ten opisał Frank Fortescue Laidlaw w 1932 roku w oparciu o pojedynczy muzealny okaz samicy odłowiony w lipcu lub sierpniu 1917 roku w górach Garo Hills w okolicach miasta Tura w stanie Asam (obecnie Meghalaya), na wysokości 3000–3900 stóp (około 900–1200 m n.p.m.). Holotyp przechowywany jest w Muzeum Indyjskim w Kolkacie; jego wymiary to: długość odwłoka – 36 mm, długość tylnego skrzydła – 25 mm.